# 霍伊斯街站
霍伊斯街站（英語：Hawes Street station）是位于马萨诸塞州布鲁克莱恩的地面轻轨站。车站在灯塔街行车道之间的分隔带中，波士顿轻轨绿线C支线列车在此站停靠。
据2011年统计显示，车站工作日日均登车人数为339人，是C支线中利用率最低的车站，其繁忙程度在整个波士顿轻轨绿线的所有车站中也是倒数第四的。

## 车站结构
| G 街道/站台层 | 侧式站台，右侧开门 | 侧式站台，右侧开门        |
| G 街道/站台层 | 出城               | 往克利夫兰环岛 （肯特街） |
| G 街道/站台层 | 入城               | 往波士顿北站 （圣玛丽街） |
| G 街道/站台层 | 侧式站台，右侧开门 |                           |